# كينت ويليامز
كينت ويليامز (Kent Williams) هو ممثل أمريكي ولد في 3 أغسطس 1950 في هارلم، نيويورك.

## أدواره في الأنمي

### مسلسلات أنمي تلفزيونية
- يو يو هاكوشو - الراوي، تشو, الأوني الأزرق
- خيميائي الفولاذ - ماجيهال
- خيميائي الفولاذ FULLMETAL ALCHEMIST - الراوي، الوالد
- ون بيس - كابتن كورو
- سكول رمبل - هاياتو تاني، ناكامورا
- موشيشي - جين (طريق الوسادة)
- نادي مضيفي ثانوية أوران - يوشيو أوتوري
- دي جرايمان - جيك راسل، أكوما عثة
- بلاك بلاد براذرز - يوهان تسانغ
- داركر ذان بلاك: المقاول الأسود - ماو
- سول إيتر - أستاذ سيد باريت
- كينيتشي التلميذ الأقوى - أكيسامي كويتسوجي
- برج درواغا 〜the Aegis of URUK〜 - أوتو
- برج درواغا 〜the Sword of URUK〜 - أوتو
- لاينباريل الحديدي - ديميتري ماغاروف
- فروتس باسكت - هاتوري سوما
- ناباري نو أو - توجورو هاتوري
- سبيد غرافر - غنبا ريوغوكو
- بلاك كات - شاردن فلامبرغ
- ذئب و توابل - هانس ليميريو
- روميو x جولييت - لانسلوت
- إل كازادور - روبرتو، ويبستر
- شيغوروي - أوكيتسو سانجورو
- باكانو! - جوستاف سانت جيرماين
- إينيشال دي - بونتا فوجيوارا
- إينيشال دي Fourth Stage - بونتا فوجيوارا
- عدن الشرق - دكتور هاجيمي هيورا
- شيكاباني هيمي: أكا - سوغين تاكاميني
- فانتوم: ريكوييم فور ذا فانتوم - سايث ماستر
- كاشرن سينز - مارس
- دراغون بول Z - دكتور جيرو
- أويدو روكيت - ماساكيتشي
- سنغوكو باسارا - ماتسوناغا هيساهيدي
- ترينيتي بلاد - الماركيز جولا كادار
- الرقيب كيرورو - باول مورياما
- فايري تايل - جورا نيكيس
- شاكوغان نو شانا II - ألاستور
- شاكوغان نو شانا III(Final) - ألاستور
- C - شيمادا
- يوميات المستقبل - ديوس إكس ماكينا
- الخادم الأسود - هنري باريمور
- دانس إن ذا فامباير باند - كاتسويتشي ميزوغوتشي (تحت الاسم المستعار أدام رايس (Adam Rice))
- إندكس معينة خاصة بالسحر - أو أماي
- سبيس داندي - الأدميرال بيري
- إيس أتورني - القاضي
- بطولات أرسلان - خارلان

### أنمي الإنترنت
- هيتاليا Axis Powers - نابليون

### أوفا أنمي
- شاكوغان نو شانا S - ألاستور

### أفلام أنمي
- إكس إكس إكس هوليك: حلم ليلة منتصف الصيف - الجامع الشاب ذو النظارات
- أغيتو ذو الشعر الفضي - دكتور ساكول
- إيفانجيليون: 1.0 أنت (غير) وحيد - كوزو فويوتسكي
- فكسل - إيتاكورا
- شاكوغان نو شانا - ألاستور

## أدواره في الرسوم المتحركة
- روبي - غيرا بيلادونا

## وصلات خارجية
- كينت ويليامز على موقع IMDb (الإنجليزية)
- كينت ويليامز على موقع كينوبويسك (الروسية)
- كينت ويليامز على موقع ANN person (الإنجليزية)